# 真名瀬漁港
真名瀬漁港（しんなせぎょこう）は、神奈川県三浦郡葉山町にある第1種漁港である。

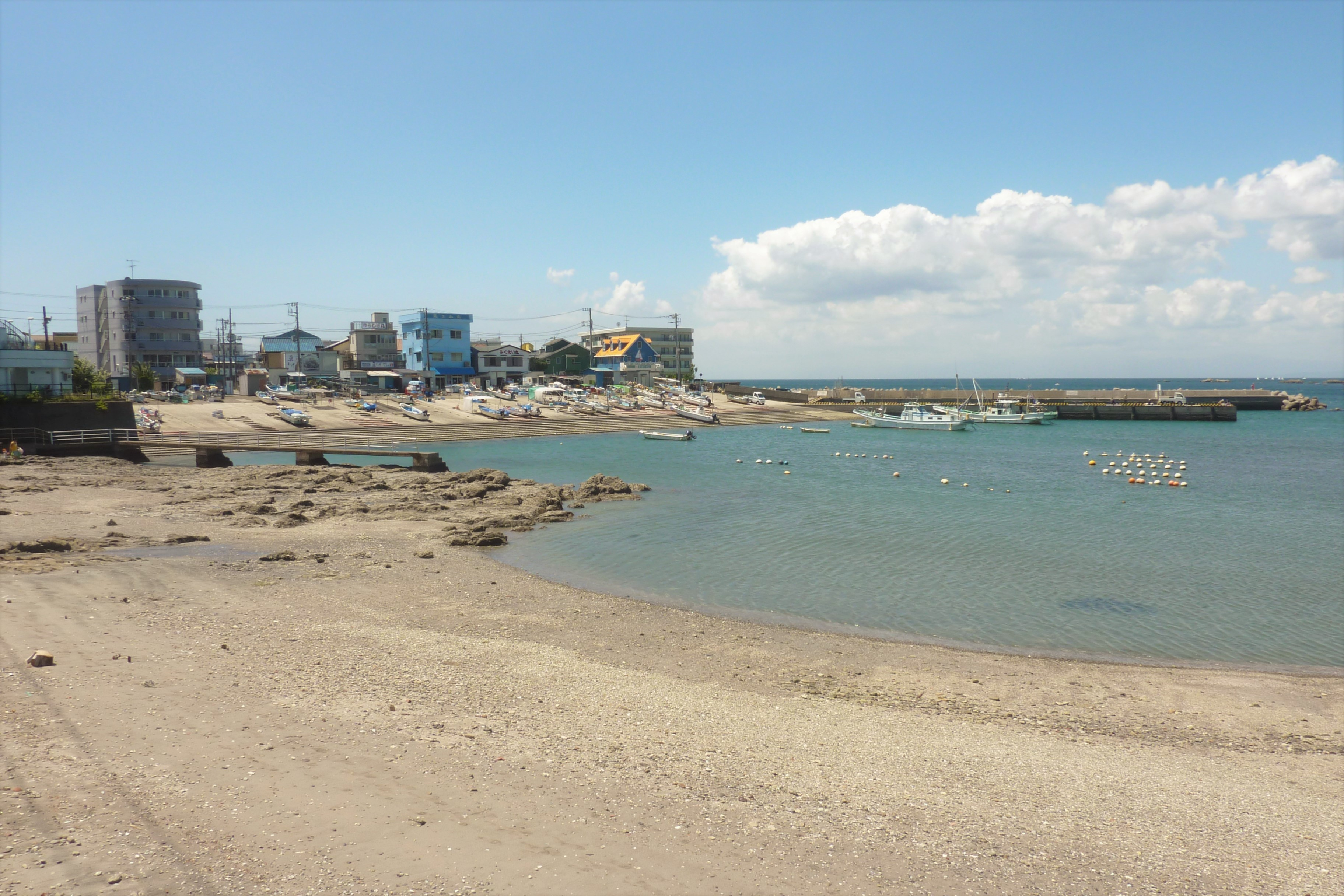
真名瀬漁港（2016年08月19日）

## 概要
- 管理者 - 三浦郡葉山町
- 漁業協同組合 - 葉山町
- 組合員数 - 56名（2001年（平成13年）12月）
- 漁港番号 - 2110080

## 沿革
- 1952年12月29日 - 第1種漁港に指定

## 主な魚種
- ワカメ
- ヒジキ
- シラス
- アジ類

## 主な漁業
- 採藻業
- 海面養殖業（藻類）
- 釣り
- 引き網漁業（小型引き網）
- 刺し網漁業

## 交通
- JR横須賀線逗子駅・京急逗子線逗子・葉山駅より京浜急行バス真名瀬下車徒歩すぐ